# Кунево
Кунево (итал. Cunevo) — коммуна в Италии, располагается в провинции Тренто области Трентино-Альто-Адидже.
Население составляет 571 человек (2011 г.), плотность населения составляет 115 чел./км². Занимает площадь 5 км². Почтовый индекс — 38010. Телефонный код — 0461.
Покровителем коммуны почитается священномученик Лаврентий, празднование 10 августа.

## Демография
Динамика населения:

## Администрация коммуны
- Официальный сайт: http://www.comune.cunevo.tn.it/